# Ramstein Air Base
La Ramstein Air Base è un aeroporto militare della Germania sud-occidentale, situato nei pressi della città di Ramstein-Miesenbach, utilizzato come base aerea per le United States Air Forces in Europe-Air Forces Africa, uno dei major command dell'aeronautica militare statunitense.

## Ubicazione
Il cancello est di Ramstein Air Base è lontano circa 16 chilometri (10 miglia) da Kaiserslautern. Altre comunità vicine includono Ramstein-Miesenbach, appena fuori dal cancello ovest della base, e Landstuhl, lontana 4,8 chilometri dal cancello ovest.

## Storia
La base è legata al tragico incidente occorso il 28 agosto 1988, quando durante un'esibizione delle Frecce Tricolori, tre aerei entrarono in collisione e uno di loro precipitò sulla folla lì presente, causando 70 morti (di cui 67 tra la folla) e 346 feriti.

## Stato attuale
Dal 2004 al 2006, Ramstein Air Base è stata sottoposta a un progetto di espansione, ivi incluso un capolinea dell'aeroporto completamente nuovo. La base aerea servì anche come temporaneo alloggio per la squadra di calcio degli Stati Uniti durante la Coppa del Mondo nel 2006.

## Nella cultura di massa

### Musica
Il gruppo musicale industrial metal tedesco Rammstein, fondato nel 1993, prende nome dall'incidente. Seppur il nome della band abbia ricevuto una variazione nel testo per modificarne il riferimento e nel tempo la connessione all'incidente sia stata negata dai membri, il loro primo album contiene una canzone omonima il cui testo è inequivocabilmente riferito ai fatti dell'incidente.

### Cinema
La base viene mostrata in una significativa scena del film Air Force One, del 1997.

## Nomi precedenti
Landstuhl e Ramstein sono state basi separate fino al 1957:
- Landstuhl Air Base, 5 agosto 1952
- Ramstein Air Base, 1º giugno 1953
- Ramstein-Landstuhl Air Base, 1º dicembre 1957
- Ramstein Air Base, 15 agosto 1958-presente

Panoramica della base aerea di Ramstein